# AIX
AIX (аббр. от англ. Advanced Interactive eXecutive) — разновидность операционной системы UNIX производства компании IBM.
Первая версия AIX — AIX/RT 2 вышла в 1986 году и была построена на базе UNIX System V Release 2 и версий 4.2 и 4.3 BSD UNIX для первых RISC-компьютеров IBM RT Personal Computer (последняя версия — AIX/RT 2.2.1, 1987 год). Существовала версия для запуска в среде VM для мейнфреймов IBM S/370 под названием AIX/370 (последняя версия — AIX/370 1.2.1, 1991 год).
В 1989 году была выпущена AIX/6000 V3, предназначенная для нового семейства RISC-компьютеров IBM RS/6000, выпущенных в 1990 году. Эта ОС в 1990 году вместе с выпуском версии 3.1 была переименована просто в AIX.
В 1991 году представлена версия этой ОС для семейства IBM System/390 под названием AIX/ESA (последняя версия — AIX/ESA 2.2, 1994 год).
Выпускались также версия для персональных компьютеров IBM PS/2 под названием AIX PS/2 (последняя версия — AIX PS/2 1.3 1992 год).
В 1998 году была предпринята неудавшаяся попытка совместно с компанией SCO портировать AIX на процессор Intel Itanium (проект Monterey). Проект закрыли из маркетинговых соображений.
В настоящий момент операционная система AIX является стандартной ОС для компьютеров с процессорами POWER и PowerPC семейств IBM RS/6000 (1990—2000), а также IBM pSeries (начиная с 2000 года), System P и Power Systems (начиная с 2008 года).
Основным отличием IBM AIX от иных Unix- и Unix-подобных ОС является Object Data Manager (ODM) — аналог реестра Windows, в котором в двоичном виде хранятся данные об установленной системе, о логических разделах жёсткого диска, об установленном программном обеспечении. Также в AIX присутствует удобный помощник SMIT, представленный как в графическом, так и в консольном вариантах. SMIT позволяет не вводить длинных команд с большим количеством параметров. Он запускается с параметром, в котором указывается название программы, и выводит таблицу параметров, которые может принимать данная команда. После выбора необходимых настроек команда запускается. При желании можно просмотреть сгенерированную SMIT-команду.

## Таблица версий[1]
| Дата              | Версия |
| 1986              | AIX 1 |
| 1987              | AIX 2 |
| 1989              | AIX 3 |
| 1990              | AIX 3.1 |
| 1993, сентябрь    | AIX 3.2.5 |
| 1993              | AIX 4.0 |
| 1994, июль        | AIX 4.1 |
| 1994, октябрь     | AIX 4.1.1, первое использование CDE в качестве графического интерфейса AIX                                                                      |
| 1994              | AIX 4.1.2 |
| 1995, июнь        | AIX 4.1.3, содержит в некоторых частях CDE 1.0                                                                                                  |
| 1995, октябрь     | AIX 4.1.4, максимальный размер файла до 2 Гбайт и 2 Гбайт оперативной памяти, файловая система до 64 Гбайт                                      |
| 1996              | AIX 4.1.5 |
| 1996, октябрь     | AIX 4.2, полная поддержка CDE 1,0, максимальный размер файла до 64 Гбайт и 4 Гбайт оперативной памяти, файловой системы до 128 Гбайт            |
| 1994              | AIX 4.2.5, сертификат безопасности BSI E3/F-C2                                                                                                  |
| 1997, октябрь     | AIX 4.3 |
| 1998, апрель      | AIX 4.3.1, сертификация B1/EST-X Версия 2.0.1, максимальный размер файла до 64 Гбайт и 16 Гбайт оперативной памяти, файловой системы до 1 Тбайт |
| 1998, октябрь     | AIX 4.3.2, 64 Гбайт и 32 Гбайт оперативной памяти                                                                                               |
| 1999, сентябрь    | AIX 4.3.3, максимальный размер файла до 64 Гбайт и 96 Гбайт оперативной памяти, файловой системы до 1 Тбайт                                     |
| 2000              | AIX 5L |
| 2001, май         | AIX 5L 5.1 до 32 процессоров и 512 Гбайт ОЗУ |
| 2002, октябрь     | AIX 5L 5.2 до 32 процессоров и 1024 Гбайт ОЗУ                                                                                                   |
| 2004, август      | AIX 5L 5.3 до 64 процессоров и 2048 Гбайт ОЗУ                                                                                                   |
| 2007, июль        | AIX 6 OpenBeta |
| 2007, ноябрь      | AIX 6.1 |
| 2010, 10 сентября | AIX 7.1 |
| 2015, 1 декабря   | AIX 7.2 |
| 2021, 10 декабря  | AIX 7.3 |